# Levani Botia
Levani Botia (* 14. března 1989, Naitasiri) je ragbista hrající za francouzský klub La Rochelle a reprezentaci Fidži. Jeho preferované pozice jsou pravý rváček a levá tříčtvrtka. S klubem vyhrál v letech 2022 a 2023 Evropský pohár mistrů. Pracoval jako vězeňský dozorce, než začal hrát v roce 2014 za La Rochelle.Společně s pravým pilířem Atonioem jako jediní hráči klubu zažili postup do nejvyšší soutěže a zároveň evropský titul.
S reprezentací se zúčastnil MS 2015, MS 2019, MS 2023 a v roce 2015 s ní vyhrál Pacifický pohár. Předtím hrál za sedmičkovou reprezentaci. Získal s ní 2. místo na Pacifických hrách v roce 2011.